# Jan Posthuma
Jan Marcus Posthuma (* 11. Juli 1963 in Dokkum) ist ein ehemaliger niederländischer Volleyballspieler.
Jan Posthuma spielte in seiner Jugend Volleyball bei D.U.C Sanitarias und wechselte 1979 zum niederländischen Erstligisten Animo Sneek. 1986 wechselte er zum Spitzenclub Martinus Amstelveen. Hier wurde er unter Trainer Arie Selinger zweimal Niederländischer Meister und belegte zweimal Platz drei im Europapokal der Landesmeister. 1989 wechselte der Mittelblocker in die italienische Liga zum Spitzenverein Gabeca Montichiari, mit dem er 1991 und 1992 den Europapokal der Pokalsieger gewann. 1992/93 spielte Jan Posthuma bei Sisley Treviso und gewann den Italienischen Pokal sowie den europäischen CEV-Pokal. Danach kehrte er für eine Saison nach Montichiari zurück und spielte dann 1994/95 bei Volley Gonzaga Mailand, mit dem er Platz drei im CEV-Pokal belegte. Anschließend spielte Jan Posthuma erneut eine Saison in Montichiari, wo er 1996 seine Karriere beendete.
Jan Posthuma spielte zwischen 1986 und 1996 352-mal für die niederländische Nationalmannschaft. Er nahm an drei Olympischen Spielen teil und gewann 1992 in Barcelona die Silbermedaille sowie 1996 in Atlanta die Goldmedaille. Ein weiterer Glanzpunkt war der Gewinn der Weltliga 1996.